# 佐々木弥
佐々木 弥（ささき わたる、1972年4月29日 - ）は、秋田県由利郡大内町出身の社会人野球の元選手（内野手）。右投右打。

## 来歴
大内町立下川大内小学校（のち由利本荘市立）から大内中学校を経て、本荘高では甲子園の出場経験なし。
卒業後地元のTDKに入社。当時の社会人野球は金属バットを使用していたことから、高卒の佐々木にとって違和感なく打撃に取り組むことができ、比較的若いうちから試合に多く出場していた。
1990年代後半からはチームの主砲として4番に座り、自チームだけでなく他チームの補強選手としても都市対抗野球大会に出場している。
2006年シーズンから、経験を買われ、コーチ兼任内野手として登録されるようになった。
2008年限りで現役を引退し、2009年からはコーチ専任となった。
その後コーチを退任し、2021年現在は秋田県野球協会の強化委員を務めている。

## エピソード
選手として大きな転機となったのは同年の第77回都市対抗野球大会。七十七銀行から補強した高橋利信、岩手21赤べこ野球軍団から補強した高倉啓司に挟まれるように4番に座った佐々木は打棒を爆発させる。1回戦（対伯和ビクトリーズ（東広島市）戦）ではノーヒットと振るわなかったが、2回戦（対JR東海（名古屋市）戦）では0－2のビハインドで迎えた7回裏に反撃ののろしとなるホームランを打ち、準々決勝（対ホンダ（狭山市）戦）では4四死球で出塁、準決勝（対日本通運（さいたま市）戦）では0－3で迎えた3回表に反撃の開始となるソロホームランを打ち込んだだけでなく、3－5で迎えた7回表には逆転のグランドスラムをレフトスタンドに叩き込んだ。そして決勝戦（対日産自動車（横須賀市）戦）でも1安打を放ち、チームの初優勝に貢献。橋戸賞（MVP）こそ5試合登板のエース・野田正義に譲ったが、3本塁打が評価され、打撃賞と大会優秀選手（一塁手部門）を受賞した。また、同年の社会人ベストナイン（一塁手部門）も受賞した。

## 日本代表キャリア
なし

## 主な表彰、タイトル
- 第77回都市対抗野球大会打撃賞、大会優秀選手（一塁手）（2006年）
- 社会人ベストナイン（一塁手）（2006年）